# بوم نقاشی

تصویری از دو بوم نقاشی در اندازه‌های گوناگون.

بوم به هر سطحی گفته می‌شود که بر روی آن نقاشی صورت بگیرد اعم از مقوا، کاغذ، پارچه، چوب و غیره. اگرچه در دیدگاه عموم مردم بوم با عنوان پارچه ایی غالباً از جنس کرباس در نظر گرفته می‌شود که بر چارچوبی کشیده شده است و معمولاً برای نقاشی رنگ روغن از آن استفاده می‌کنند اما در تعاریف تخصصی تر گفته می‌شود بوم هر سطحی است که بر روی آن نقاشی صورت گیرد.

## پیشینه
یکی از قدیمی‌ترین نمونه‌های به‌جامانده از نقاشی رنگ روغن بر بوم، مربوط به نقاشی فرانسویِ «مریم با فرشتگان» مربوط به سال ۱۴۱۰ میلادی است که اکنون در نگارخانه گِمِلْده (Gemäldegalerie) در شهر برلین آلمان نگهداری می‌شود؛ اگرچه تابلوهای چوبی در ایتالیا تا سدهٔ ۱۶ و در اروپای شمالی تا سدهٔ ۱۷ پرطرفدارترین زمینه برای نقاشی باقی ماند.

## ساختار

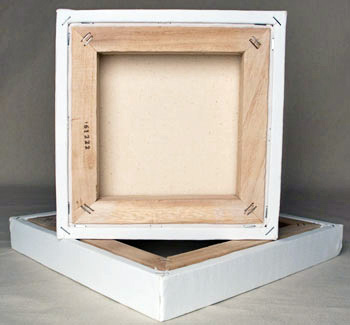
پشت یک بوم نقاشی.

کرباس یا پارچهٔ ویژهٔ نقاشی معمولاً بر روی یک قاب چوبی کشیده می‌شود و سطح آن معمولاً با چسب چوب پوشیده می‌شود.

## بوم‌های خاص در جهان

### ایران
بزرگ‌ترین بوم نقاشی خاورمیانه، به طول ۲۰۰ متر در شهر بم ایران می‌باشد که به منظور بازگو کردن احساسات یاری‌رسانان به زلزله‌زدگان، در قالب نقاشی دسته‌جمعی با حضور برخی هنرمندان و نگارگران ایرانی ایجاد شده است.

## نگارخانه

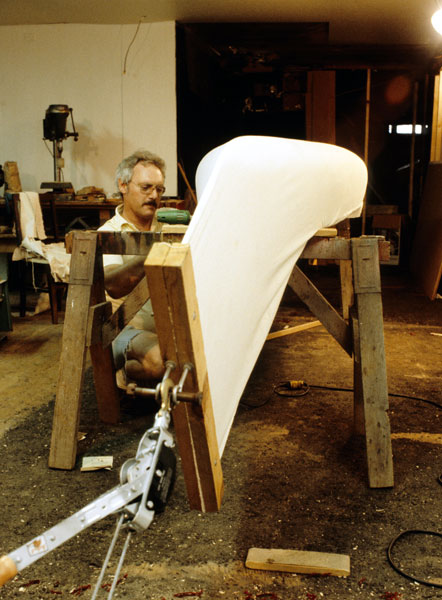
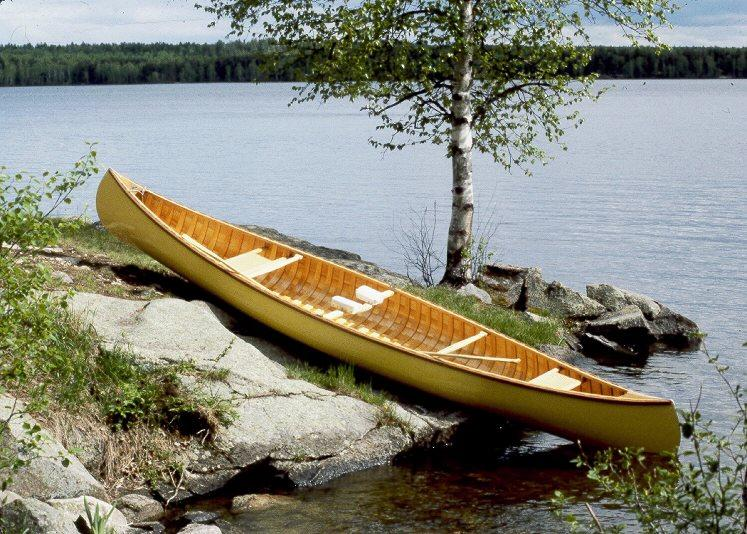